# スキマスイッチ 10th Anniversary “Symphonic Sound of SukimaSwitch”
『スキマスイッチ 10th Anniversary “Symphonic Sound of SukimaSwitch”』は、スキマスイッチのライブ・アルバム。

## 解説
- 初回生産限定盤・通常盤の2種同時発売。初回生産限定盤は、スリーブケース仕様で特典DVD付属。CDはBlu-spec CD2仕様である。
- 『スキマスイッチ 10th Anniversary Arena Tour 2013 “POPMAN'S WORLD”』から約2か月ぶりのライブ・アルバム。
- 対象店舗で購入すると「スキマスイッチ直筆メッセージ入り特製アナザージャケット」を先着でプレゼントされた。
- 指揮者として藤野浩一が参加している。公演の4ヶ月前に、常田が自身のアレンジした音源を藤野に聴かせたところ、「何がダメというより、むしろ何もできていない、ただの“音の羅列”だね」「アレンジはオーケストラ用じゃなくても今すぐにやめなさい。君が今までやってきたのは “アレンジのような物” だから」とかなり厳しい意見を出され、大きな挫折感を味わったという。そこから音楽の教本を読みアレンジを再挑戦するものの、藤野に赤で修正され叱責を食らい、過去の楽曲を否定されるといったスパルタ指導を受けた。しかしその甲斐あって最終的にはアレンジを見事完成させる事ができ、公演も無事終了。終演後の打ち上げで藤野にハグされ、「よく頑張ったね。この4カ月で学んだ事をさらに磨いていくんだよ。これからは挫折なんかしてる暇はないんだから」と言葉をかけられ、涙してしまったという。
- また、藤野を紹介したのは本公演にも参加したバイオリニストの弦一徹で、「お前(常田)はいいものを持ってるけど、俺がアドバイスしても何もやってこないだろ？だからあの人を紹介したんだ」と、常田を鍛え直すためにあえて容赦のない意見を出す藤野を紹介したという。後に『星のうつわ』のストリングスで参加した際、常田のストリングスアレンジを聴いて「今回は直すところなし!」と絶賛したという[2]。
- 初回生産限定盤の特典は以下のとおり[3]。
  - 高品質CDBlu-spec CD採用
  - ボーナストラック「奏（かなで）」収録
  - ドキュメント映像を収録した特典DVD付属
  - 『スキマスイッチ 10th Anniversary “Symphonic Sound of SukimaSwitch” THE MOVIE』との連動応募抽選特典［応募券］

## バンドメンバー
| バンドメンバー | バンドメンバー |
| -------------- | -------------- |
| Vocal, Guitar  | 大橋卓弥       |
| Piano, Chorus  | 常田真太郎     |
| Guitar         | 石成正人       |
| Bass           | 種子田健       |
| Drums          | 佐野康夫       |
| Keyboards      | 浦清英         |
| Percussion     | 松本智也       |

| オーケストラ | オーケストラ |
| ------------ | --- |
| Conductor    | 藤野浩一 |
| Violin       | 弦一徹, 森琢哉, カメルーン真希, 藤田弥生, 黒木薫, 海和伸子, 藤村政芳, 伊能修, 松本亜土, 執行恒宏, 長岡聡季, 竹田詩織, 河裾あずさ, 高橋和葉 |
| Viola        | 三木章子, 門脇大輔, 西村知佳子, 島岡智子                                                                                                   |
| Cello        | 堀沢真己, 村中俊之, 徳澤青弦, 謝名元民 |
| Contrabass   | 竹下欣伸, 一本茂樹 |
| Trumpet      | 田中充, 中野勇介 |
| Trombone     | 鹿討奏, 五十嵐誠 |
| Sax          | 本間将人, 鈴木圭 |
| Horn         | 藤田乙比古, 勝俣泰 |
| Flute        | 高桑英世, 岩佐和弘 |
| Oboe         | 庄司さとし, 浅間信慶 |
| Clarinet     | 山根公男, 畑中真理 |
| Percussion   | 大石真理恵, 大場章裕 |
| Harp         | 朝川朋之 |

## 収録曲

### DISC-1
1. overture - (4:48)[1]
2. ボクノート - (5:38)[1]
3. ガラナ - (5:11)[1]
4. ゴールデンタイムラバー - (6:43)[1]
5. 晴ときどき曇 - (5:40)[1]
6. 双星プロローグ - (4:52)[1]
7. Hello Especially - (4:43)[1]
8. 冬の口笛 - (7:16)[1]
9. 願い言 - (5:47)[1]
10. スカーレット - (6:00)[1]
11. 奏（かなで） - (6:51)[1]

### DISC-2
1. view - (4:58)[1]
2. ユリーカ - (4:32)[1]
3. SL9 - (8:54)[1]
4. 全力少年 - (10:03)[1]
5. 小さな手 -Encore- - (6:48)[1]
6. トラベラーズ・ハイ -Encore- - (6:23)[1]
7. ラストシーン -Encore- - (6:50)[1]

## 初回特典DVD収録内容
- 特典DVD「Road to S.S.S.S.」 - (38:17)[1]